# واش‌هسوفالو
واش‌هُسوفالو (به مجاری:  Vashosszúfalu) یک سکونتگاه مسکونی در مجارستان است که در واش واقع شده‌است.

## خصوصیات
واش‌هسوفالو ۱۳٫۹۲ کیلومترمربع مساحت و ۳۷۹ نفر جمعیت دارد.